# Get 'Em Girls
Get 'Em Girls er det andet studiealbum af den australske R&B-musiker Jessica Mauboy, udgivet i Australien den 5. november 2010 af Sony Music. Mauboy indspillede albummet i Los Angeles, New York og Atlanta. Hun arbejdede med forskellige amerikanske sangskrivere og producenter, for hvem hun havde aldrig tidligere har arbejdet med før, bl.a. Bangladesh , Harvey Mason Jr., Chuck Harmony, Brian Kennedy og Alex James. Musikalsk indeholder Get 'Em Girls up-tempo og ballade sange, med genrer som R&B, pop og hip hop. Albummet indeholder gæstevokaler fra Snoop Dogg, Ludacris, Jay Sean og Iyaz.

## Baggrund og udvikling
I januar 2010 afslørede Mauboy, at hun snart ville være på vej til Los Angeles og New York for at indspille en opfølgning til hendes debutalbum Been Waiting (2008). Hun sagde, at "Vi kommer til at møde nogle kommende producenter, der er omkring min alder, og de rammer virkelig det hårdt i LA ... Jeg tror, det er deres lyd, som virkelig fanger mig i øjeblikket". Mauboy fortalte senere magasinet Who, at hun ville arbejde på albummet i februar og marts. I et interview til The Daily Telegraph i juni 2010, forklarede Mauboy, at albummets koncept ville være "alt om kvinder og kvinders power". Mauboy afslørede også, at i løbet af hendes tid i Los Angeles, arbejdede hun med producenterne Harvey Mason, Jr. og Rodney Jerkins. Hun sagde, at "Jeg har altid ønsket at rejse til USA og arbejde med sangskrivere og producenter, der har arbejdet med mine idoler ... Jeg har været i stand til at gå i studiet og har en stærk synspunkt på, hvad jeg vil, og hvad jeg vil have mit album til at lyde som ".

## Optagelse og produktion
Mauboy skrev og indspillede de fleste af sangene på Get 'Em Girls i flere lydstudier i Los Angeles, Atlanta og New York i 2009-2010. Mauboy tilbragte det meste af sin tid der selv, uden at hendes manager eller nogen af hendes venner omkring hende. Oplevelsen af at være så isoleret gav hende mange ting, bl.a. "styrke og mod", der gjorde hende frygtløs. Mauboy ville lejlighedsvis finde sig i studier klokken tre om morgenen. Hun ville undertiden begynde at arbejde klokken ni om aftenen og ville slutte næste morgen. Mauboy indspillede 30 sange til albummet; fjorten af dem, blev udvalgt til albummet.
I de tidlige faser af produktionen, havde Mauboy reserveret et studie-session med producer Rodney Jerkins, som begyndte klokken ni om morgenen. I de første to timer af sessionen, sad de i stilhed, og Jerkins forlod hende snart. Han vendte tilbage klokken et om eftermiddagen, hvor han stadig ikke have talt til Mauboy, og han begyndte at skrive en rytme spor. De arbejdede indtil midnat og Jerkins besluttede, at en jamaicansk dancehall melodi var den bedste udfald.  Mauboy beskrev den færdige sang som "interessant" og bemærkede at den ikke blev valgt til optagelse.  I mange sessioner ville Mauboy finde sig selv i et studie, hvor hendes mandlige kolleger havde ufravigeligt omgangskreds.  Hun sagde, "de alle havde deres små besiddelser, med røgen blæser, og det var ligesom Notorious filmen". På en studiesession i Atlanta, arbejdede Mauboy med producer Jazze Pha, som lå og sov næsten hele tiden, hun var i studiet fat optage hans sang, "Handle It".  En assistent håndteret den egentlige optagelse arbejde. 
De fleste af sangene på albummet var blandet af Phil Tan på Soapbox Studios i Atlanta, mens titelnummeret blev mixet af Fabian Marasciullo på Paramount Recording Studios i Hollywood, California. "Fight for You" og "Here for me" var mixet af Harvey Mason, Jr.. De fleste af sangene blev mestret af Tom Coyne på Sterling Sound i New York, mens titelnummeret blev mestret af Dave Kutch på The Mastering Palace i New York.

## Frigivelse og reklame
Albummets officielle cover blev afsløret den 1. oktober 2010, samme dag albummets trackliste blev afsløret. Den 1. november 2010 fire dage før den planlagte udgivelse, havde albummet premiere på flere hjemmesider, bl.a. The Daily Telegraph og Take 40 Australia. Standardversionen af Get 'Em Girls blev udgivet samtidig med den begrænsede CD edition. Standardudgaven omfattede iTunes bonusnummeret, "Not Me", mens den limited edition inkluderet "Forget Your Name". En udvidet dobbelt-disc deluxe edition af Get 'Em Girls blev udgivet den 12. august 2011. Ud over den oprindelige trackliste, indeholdte deluxeudgaven yderligere fem sange og remixes af albummets titelnummeret, "Saturday Night", "What Happened to Us" og "Inescapable".
Under albummets to første dage efter frigivelsen, turnerede Mauboy rundt i indkøbscentre i Melbourne, Mackay og Sydney, hvor hun optrådte med flere af albummets sange og med at signerer cd'er.  Albummet blev også reklameret med af Mauboy gennem live-tv-opførelser af "Saturday Night" på The X Factor i Australien den 8. november 2010, og Hey Hey It's Saturday den 27. november 2010. Hun optrådte også med "Saturday Night" sammen med "Scariest Part" på Channel Seven Perth Telethon den 13. november 2010. Mauboy udførte flere af albummets sange og besvarede spørgsmål fra fans under hendes YouTube Sessions program den 4. december 2010. Mauboy optrådte med "Saturday Night", og "Scariest Part" på The Today Show den 7. december 2010. Forud for Oprah Winfreys besøg i Melbourne, optrådte Mauboy på Federation Square den 10. december 2010. I april 2011 fungerede hun som opvarmning for Chris Browns australske F.A.M.E. Tour.

### Singler
"Get 'Em Girls" feat. den amerikanske rapper Snoop Dogg, blev udgivet den 17. september 2010, som albummets første single. Sangen modtog en blandet reaktion fra kritikere og toppede som nummer 19 på ARIA Singles Chart. "Saturday Night" feat. den amerikanske rapper Ludacris blev udgivet som den anden single den 27. oktober 2010. "Saturday Night" toppede som nummer syv på ARIA Singles Chart og certificeret dobbelt platin af Australian Recording Industry Association (ARIA ), for at sælge 140.000 digitale kopier.
"What Happened to Us" feat. den engelsk musiker Jay Sean, blev udgivet den 11. marts 2011 og toppede som nummer 14 på ARIA Singles Chart. Den blev certificeret platin for at sælge 70.000 eksemplarer.  Genudgivelsen af "What Happened to Us" featured gæstvokal fra Stan Walker. Albummets fjerde single "Inescapable" blev udgivet den 15. juli 2011 og blev den første single fra deluxe edition udgaven. Sangen toppede som nummer fire og blev certificeret dobbelt platin.  "Galaxy", featuring Stan Walker, blev udgivet som albummets femte single den 28. oktober 2011. Singlen toppede som nummer 13 på ARIA Singles Chart og blev certificeret platin.

### Galaxy Tour
I november 2011 blev det meddelt, at Mauboy og Walker ville gå i gang på en månedlang australske turné for at fejre udgivelsen af deres duet "Galaxy". Turen startede den 13. januar 2012 og sluttede den 11. februar 2012.
| Dato             | By              | Scene                     |
| ---------------- | --------------- | ------------------------- |
| 13. januar 2012  | Revesby         | Revesby Workers Club      |
| 14. januar 2012  | Penrith         | Penrith Panthers Club     |
| 20. januar 2012  | Mount Pritchard | Mounties                  |
| 21. januar 2012  | Canberra        | Southern Cross Club       |
| 27. januar 2012  | Gold Coast      | Twin Towns Services Club  |
| 28. januar 2012  | Sunshine Coast  | Caloundra RSL             |
| 3. februar 2012  | Castle Hill     | Castle Hill RSL           |
| 4. februar 2012  | Campbelltown    | Campbelltown RSL          |
| 10. februar 2012 | Melbourne       | The Palms at Crown Casino |
| 11 February 2012 | Melbourne       | The Palms at Crown Casino |

1. "Inescapable"
2. "Running Back"
3. "Been Waiting"
4. "Scariest Part"
5. "Let Me Be Me"
6. "Burn"
7. "Time After Time"
8. "Can Anybody Tell Me"
9. "Reconnected"
10. "No One Like You"
11. "Handle It"
12. "Get 'Em Girls"
13. "Up/Down"
14. "Maze"
15. "Saturday Night"
16. "What Happened to Us"
17. "Galaxy"

## Modtagelse
Get 'Em Girls modtog blandede anmeldelser fra kritikerne. Jacqueline Smith fra The New Zealand Herald gav albummet en rating på tre ud af fem og kommenterede, at "mange af de sange ... mangler stickability og vil sandsynligvis fusionere ind i en fluor-plettet pulje af baggrundspop, som spilles i billige tøjbutikker." Majhid Heath fra ABC Online Indigenous gav albummet to-og-en-halv ud af fem stjerner og skrev, at det er "en ikke-sammenhængende rod af lignende klingende, auto-tunet hærgede pop/R&B." Simon Sweetman fra Stuff.co.nz skrev at Get 'Em Girls som en af de værste albums i 2011, kritiserede brugen af vocoder for "slurring ... meningsløse ord på plads, smøre risikable pitch op og halt frasering og gør det muligt at glide i og omkring de store krak i trommemaskine ". Alasdair Duncan fra Rave magasinet tildelt albummet tre stjerner og gav det en positiv anmeldelse, komplimentere sine "frække fyldstoffer og ballader" til at lyde godt produceret.

### Kommercielle resultater
Get 'Em Girls debuterede som nummer seks på den australske ARIA Album Chart den 15. november 2010. Albummet gav Mauboy hendes andet top-ti album i landet, siden hendes 2007 debut livealbum The Journey debuterede som nummer fire. Get 'Em Girls blev certificeret med guld af Australian Recording Industry Association (ARIA), for download af mere end 35.000 enheder.

### Anerkendelser
Mauboy vundet 'Australian Female Artist' prisen ved IT List Awards i 2010, hvor Get 'Em Girls også vandt 'Album 2010 ". "Saturday Night" fik også en IT List Award nominering i kategorien 'Single af 2010'. I 2011 blev Mauboy nomineret til 'Act of the Year' ved NT Indigenous Music Awards i 2011, hvor albummet også blev nomineret til 'Album of the Year". ved Deadly Awards i 2011 vandt Mauboy 'Female Artist of the Year'. Ved ARIA Music Awards i 2011 blev Mauboy nomineret til 'Highest Selling Single' for "Saturday Night" og 'Most Popular Australian Artist'.

## Trackliste
| #   | Titel                                  | Sangskriver(e)                                                                                         | Producer(e)                        | Længde |
| --- | -------------------------------------- | --- | ---------------------------------- | ------ |
| 1.  | "Get 'Em Girls" (feat. Snoop Dogg)     | David Bruchanan • Bangladesh • Snoop Dogg                                                              | Shondrae "Mr Bangladesh" Crawford  | 3:56   |
| 2.  | "Handle It"                            | Pierre Medor • Thurston Hargrove • Bianca Atterberry • Gary White                                      | Jazze Pha • KG & Carlin            | 3:18   |
| 3.  | "Accelerate That"                      | Dwayne Nesmith • Tyrrell Bing • Dominic Gordon • Shantee Tyler • Brandon Hesson                        | Tha Cornaboyz                      | 3:00   |
| 4.  | "Scariest Part"                        | E. Kidd Bogart • C. Harmony • Andrew Dorff                                                             | Harmony                            | 3:27   |
| 5.  | "Saturday Night" (feat. Ludacris)      | Angie Iron • Brian Kennedy • Ludacris                                                                  | Kennedy                            | 3:25   |
| 6.  | "What Happened to Us" (feat. Jay Sean) | Josh Alexander • Billy Steinberg • Jeremy Skaller • Rob Larow Khaled • Rohaim • Israel Cruz • Jay Sean | Jremy • Bobby Bass • Cruz • Khaled | 3:19   |
| 7.  | "Reconnected"                          | Nesmith • Bing • Gordon • Tyler • Hesson                                                               | Tha Cornaboyz                      | 3:35   |
| 8.  | "Like This" (feat. Iyaz)               | Jessica Mauboy • Audius Mtawarira • Leon Seenandan • Keidran Jones • Steve Lobel • Sean Parekh         | Mtawarira • Seenandan              | 3:41   |
| 9.  | "Foreign"                              | Ronnie Jackson • Philip Cornish • Mauboy                                                               | Lil' Ronnie                        | 3:47   |
| 10. | "Can Anybody Tell Me"                  | H. Smith • Fredrik Odesjo • Andreas Levander                                                           | Fredro • Levander*                 | 4:34   |
| 11. | "Fight for You"                        | Harvey Mason Jr. • Mansur Zafr • Dewain Whitmore Jr.                                                   | Mason Jr. • Zafr                   | 3:48   |
| 12. | "Maze"                                 | Mauboy • Claude Kelly                                                                                  | Fredro • Levander* • Kelly^        | 4:01   |
| 13. | "Here for Me"                          | Mason Jr. • Steven Russell • Whitmore Jr.                                                              | Mason Jr. • Zafr                   | 4:03   |
| 14. | "No One Like You"                      | Jackson • Cornish • Mauboy                                                                             | Lil' Ronnie • Cristyle^            | 4:05   |

| 15. | "Forget Your Name" | Kelly • Odesjo • Levander | Fredro | 4:09 |

| 15. | "Not Me" | Mauboy • Mtawarira • Seenandan | Mtawarira • Seenandan | 3:30 |

### Deluxe versionen
| 1.  | "Run"                                      | Christopher Rojas • Alex James • Jessica Mauboy                                   | Rojas                             | 3:25 |
| 2.  | "Nobody Knows"                             | Andre Harris • James • Mauboy • Nikholai • Greene • Kasey Phillips                | Harris • Phillips • Greene        | 3:56 |
| 3.  | "Like This" (featuring Iyaz)               | Mauboy • Mtawarira • Seenandan • Jones • Lobel • Parekh                           | Mtawarira • Seenandan             | 3:41 |
| 4.  | "Saturday Night" (featuring Ludacris)      | Iron • Kennedy • Ludacris                                                         | Kennedy                           | 3:25 |
| 5.  | "Maze"                                     | Mauboy • Kelly                                                                    | Fredro • Levander* • Kelly^       | 4:01 |
| 6.  | "Scariest Part"                            | Bogart • Harmony • Dorff                                                          | Harmony                           | 3:27 |
| 7.  | "Not Me"                                   | Mauboy • Mtawarira • Seenandan                                                    | Mtawarira • Seenandan             | 3:30 |
| 8.  | "Inescapable" (Youngboyz Mix)              | Dianne Warren                                                                     | Youngboyz                         | 3:35 |
| 9.  | "Reconnected"                              | Nesmith • Bing • Gordon • Tyler • Hesson                                          | Tha Cornaboyz                     | 3:35 |
| 10. | "What Happened to Us" (featuring Jay Sean) | Alexander • Steinberg • Skaller • Larow • Rohaim • Cruz • Sean                    | Jremy • Bass • Cruz • Khaled      | 3:19 |
| 11. | "Forget Your Name"                         | Kelly • Odesjo • Levander                                                         | Fredro                            | 4:04 |
| 12. | "Can Anybody Tell Me"                      | Smith • Odesjo • Levander                                                         | Fredro • Levander*                | 4:34 |
| 13. | "Make It Alright"                          | Mason, Jr. • Russell • Whitmore Jr. • Andrew Hey                                  | Mason Jr. • Zafr                  | 4:03 |
| 14. | "Galaxy" (featuring Stan Walker)           | Richard Vission • Ferras Alqaisi • Brett McLaughlin • Chico Bennett • Brad Ackley | Vission • Bennett • addtl: Ackley | 4:04 |

| 1.  | "Get 'Em Girls (Music Is My Business Remix)" (featuring Chizzy) | Bruchanan • Charles "Chizzy" Stephens                          | Charles "Chizzy" Stephens    | 3:38 |
| 2.  | "Saturday Night (DCUP Remix)" (featuring Ludacris)              | Iron • Kennedy • Ludacris                                      | Kennedy                      | 3:32 |
| 3.  | "What Happened to Us (OFM Remix)" (featuring Jay Sean)          | Alexander • Steinberg • Skaller • Larow • Rohaim • Cruz • Sean | Jremy • Bass • Cruz • Khaled | 3:38 |
| 4.  | "Saturday Night (Sgt Slick Remix)" (featuring Ludacris)         | Iron • Kennedy • Ludacris                                      | Kennedy                      | 6:17 |
| 5.  | "Accelerate That"                                               | Nesmith • Bing • Gordon • Tyler • Hesson                       | Tha Cornaboyz                | 3:00 |
| 6.  | "Inescapable" (OFM Mix)                                         | Dianne Warren                                                  | Youngboyz                    | 3:33 |
| 7.  | "Handle It"                                                     | Medor • Hargrove • Atterberry • White                          | Jazze Pha • KG & Carlin      | 3:18 |
| 8.  | "Foreign"                                                       | Jackson • Cornish • Mauboy                                     | Lil' Ronnie                  | 3:47 |
| 9.  | "Fight for You"                                                 | Mason Jr. • Russell • Whitmore Jr.                             | Mason Jr. • Zafr             | 3:48 |
| 10. | "Here for Me"                                                   | Mason Jr. • Russell • Whitmore Jr.                             | Mason Jr. • Zafr             | 4:03 |
| 11. | "No One Like You"                                               | Jackson • Cornish • Mauboy                                     | Lil' Ronnie • Cristyle^      | 4:05 |

Noter: 
(*) Angiver medproducent  
(^) Angiver vokalproducent

## Personale
Credits tilpasset fra albummets hæfte.
- Phil Tan – mixing
- Victor Wainstein – assistant engineering
- Dave Kutch – mastering
- Fabian Marasciullo – mixing
- Bangladesh – production
- Chuck Harmony – production
- Israel Cruz – additional production
- Khaled – additional production
- Cristyle – vocal production
- Fredrik "Fredro" Odesjo – production, instruments
- Andreas Levander – instruments, co-production
- Philip Cornish – additional keys
- Brian Kennedy – production
- Damien Lewis – assistant mixing
- John Frye – mixing
- George Antoni – fotografi
- Harvey Mason, Jr. – produktion, mixing
- Mansur Zafr – production
- Tom Coyne – mastering
- Lil' Ronnie – production
- Jazze Pha – production
- KG – production
- Carlin – production
- Tha Corna Boyz – production
- Jremy – production
- Bobbybass – production
- Audius Mtawarira – production
- Leon Seenandan – production
- Jessica Mauboy – vocals
- Jay Dee Springbett – A&R
- Erin Zerner – A&R administration
- Andrew Cameron – business affære
- Youngboyz – produktion

## Hitlister

### Ugentlig hitlister
| Hitliste (2010)   | Top position |
| ----------------- | ------------ |
| ARIA Albums Chart | 6            |

### Årlige hitliste
| Hitliste (2010)                 | Rank |
| ------------------------------- | ---- |
| Australian Artists Albums Chart | 30   |
| Hitliste (2011)                 | Rank |
| ARIA Albums Chart               | 85   |
| Australian Artists Albums Chart | 26   |

### Certifikationer
| Land       | Certificering |
| ---------- | ------------- |
| Australien | Guld          |

## Release history
| Region     | Dato             | Format               | Pladeselskab         | Edition(s)                |
| ---------- | ---------------- | -------------------- | -------------------- | ------------------------- |
| Australien | 5. november 2010 | CD, Digital download | Sony Music Australia | Standard, limited edition |
| Australien | 12 August 2011   | CD, Digital download | Sony Music Australia | Deluxe edition            |